# Achytonix praeacuta
Achytonix praeacuta är en fjärilsart som beskrevs av Smith 1894. Achytonix praeacuta ingår i släktet Achytonix och familjen nattflyn. Inga underarter finns listade i Catalogue of Life.